# 마루노우치 빌딩
마루노우치 빌딩(일본어: 丸の内ビルディング)은 일본 도쿄도 지요다구 마루노우치에 있는 초고층 빌딩이다. 현재 이 빌딩은 2002년 새롭게 준공된 건물이지만, 원래 이 건물은 1923년에 준공되었던 것이었다. 그 당시 미국의 건축회사인 플러사가 세운 것으로 '동양 제1의 빌딩'으로 불렸다. 세월이 흐르자 1997년 마루노우치 빌딩은 폐쇄되고, 철거 후 그 자리에 새로운 마루노우치 빌딩이 들어서 2002년 9월 6일 지상 180m, 37층 높이의 복합 건물로 문을 열었다. 도쿄역과 지하도를 통해 연결되어 있으며, 레스토랑들이 입점해 있다.